# Vsevolod Kostomarov
Vsevolod Dmitrievitch Vsevolod (en russe : Всеволод Дмитриевич Костомаров) (1837-1865) est un poète et écrivain russe.

## Biographie
Vsevolod Kostomarov affiche de la sympathie pour le mouvement révolutionnaire et prend contact avec Tchernychevski. Il est arrêté en août 1861. Il trahit alors ses compagnons et devient un collaborateur de la police secrète.